# Contescourt
Contescourt ist eine französische Gemeinde mit 61 Einwohnern (Stand 1. Januar 2022) im Département Aisne in der Region Hauts-de-France (vor 2016 Picardie). Sie gehört zum Arrondissement Saint-Quentin, zum Kanton Saint-Quentin-3 und zum Gemeindeverband Saint-Quentinois.

## Geografie
Die Gemeinde Contescourt liegt sieben Kilometer südwestlich von Saint-Quentin. Sie wird im Westen von der Somme begrenzt. Nachbargemeinden von Contescourt sind Castres im Nordosten und Osten, Essigny-le-Grand im Südosten, Seraucourt-le-Grand im Süden und Südwesten sowie Fontaine-lès-Clercs im Nordwesten.

## Geschichte
Das Dorf wurde während des Ersten Weltkriegs völlig zerstört und neben dem alten Standort neu aufgebaut.

### Bevölkerungsentwicklung
| Jahr                       | 1962 | 1968 | 1975 | 1982 | 1990 | 1999 | 2011 | 2021 |
| Einwohner                  | 95   | 73   | 70   | 74   | 79   | 74   | 64   | 61   |
| Quellen: Cassini und INSEE |      |      |      |      |      |      |      |      |

## Sehenswürdigkeiten

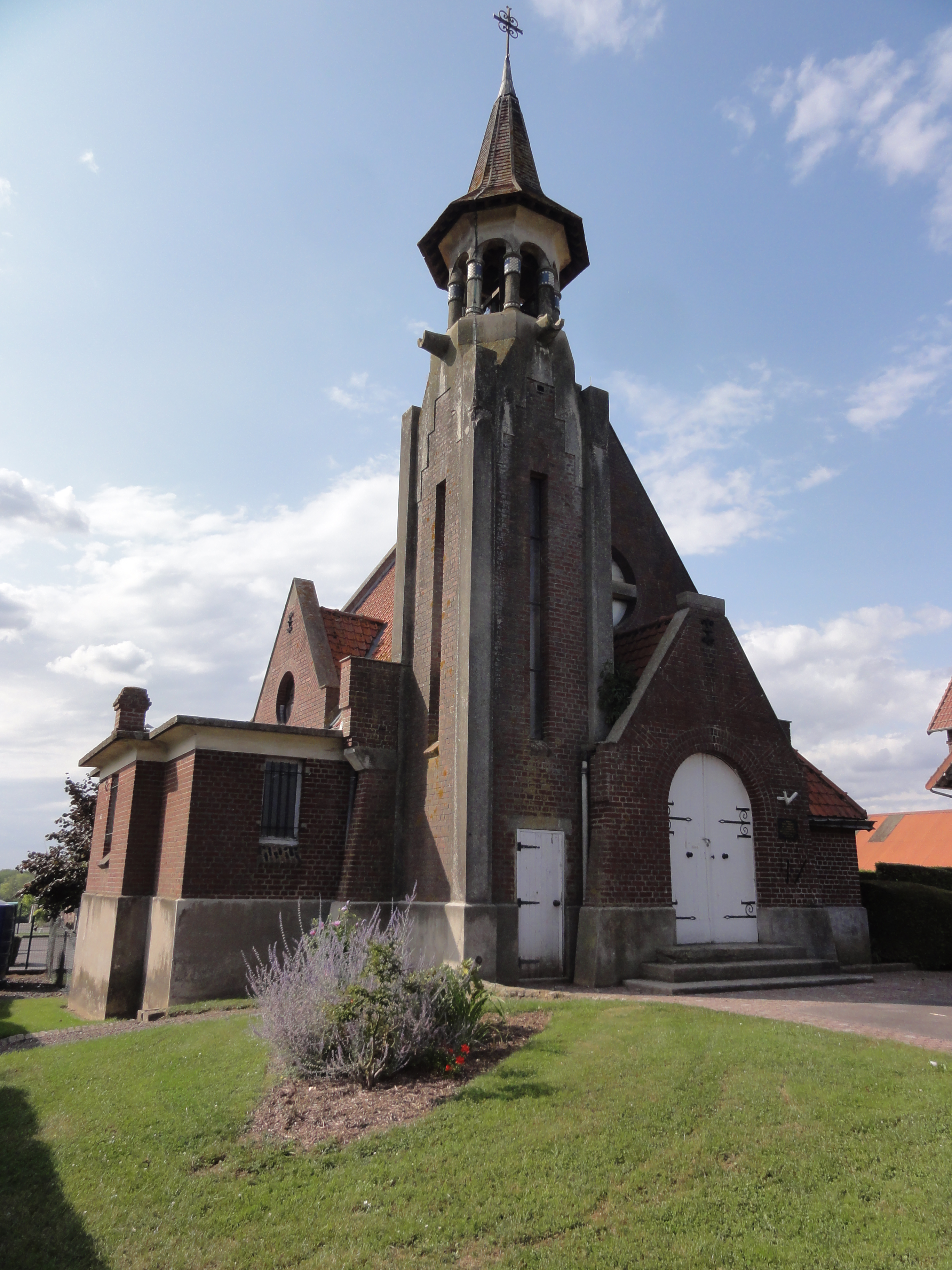
Kirche Saint-Amand
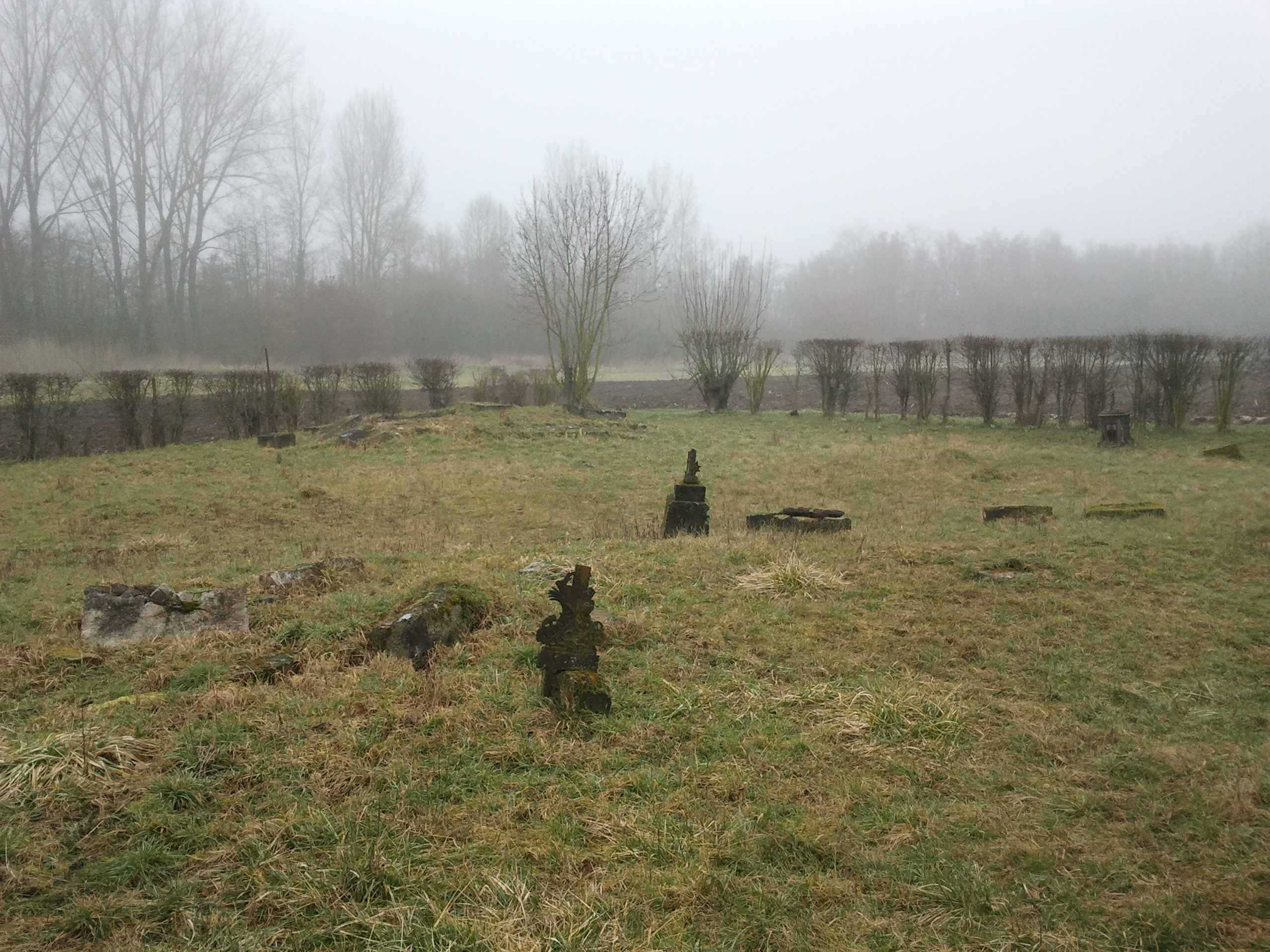
Ruinen des alten Friedhofs von Contescourt

- Kirche Saint-Amand
- Ruinen des alten Friedhofs von Contescourt